# Нестеренко, Богдан Викторович
Богдан Викторович Нестере́нко (латыш. Bogdans Ņesterenko; 16 мая 1984, Рига, СССР) — латвийский и российский футболист, защитник.

## Карьера
Свою карьеру футболиста начал в команде «Рига». Затем в течение нескольких лет выступал за различные латвийские и литовские команды.
С 2010 по 2013 года Богдан Нестеренко играл в России. В это время он сумел получить российское гражданство, что разрешало ему выступать во Втором дивизионе. Он выступал за команды «Карелия-Дискавери» (Петрозаводск) и «Машук-КМВ» (Пятигорск).
В 2014 году защитник играл за эстонский клуб «Локомотив» (Йыхви). Затем вернулся в Латвию и выступал за клубы первой и второй лиги.
Его отец Виктор Нестеренко — известный латвийский футбольный тренер. Богдан выступал за команды, в которых работал Нестеренко-старший.